# Stenomorphus convexior
Stenomorphus convexior är en skalbaggsart som beskrevs av Notman. Stenomorphus convexior ingår i släktet Stenomorphus och familjen jordlöpare. Inga underarter finns listade i Catalogue of Life.